# Tulisaari (ö i Kannonkoski, Viivajärvi)
Tulisaari är en ö i Finland. Den ligger i sjön Ala-Viivajärvi och i kommunen Kannonkoski i den ekonomiska regionen  Saarijärvi-Viitasaari och landskapet Mellersta Finland, i den centrala delen av landet, 300 km norr om huvudstaden Helsingfors. Öns area är 0,1 hektar och dess största längd är 70 meter i sydöst-nordvästlig riktning.